# Palota

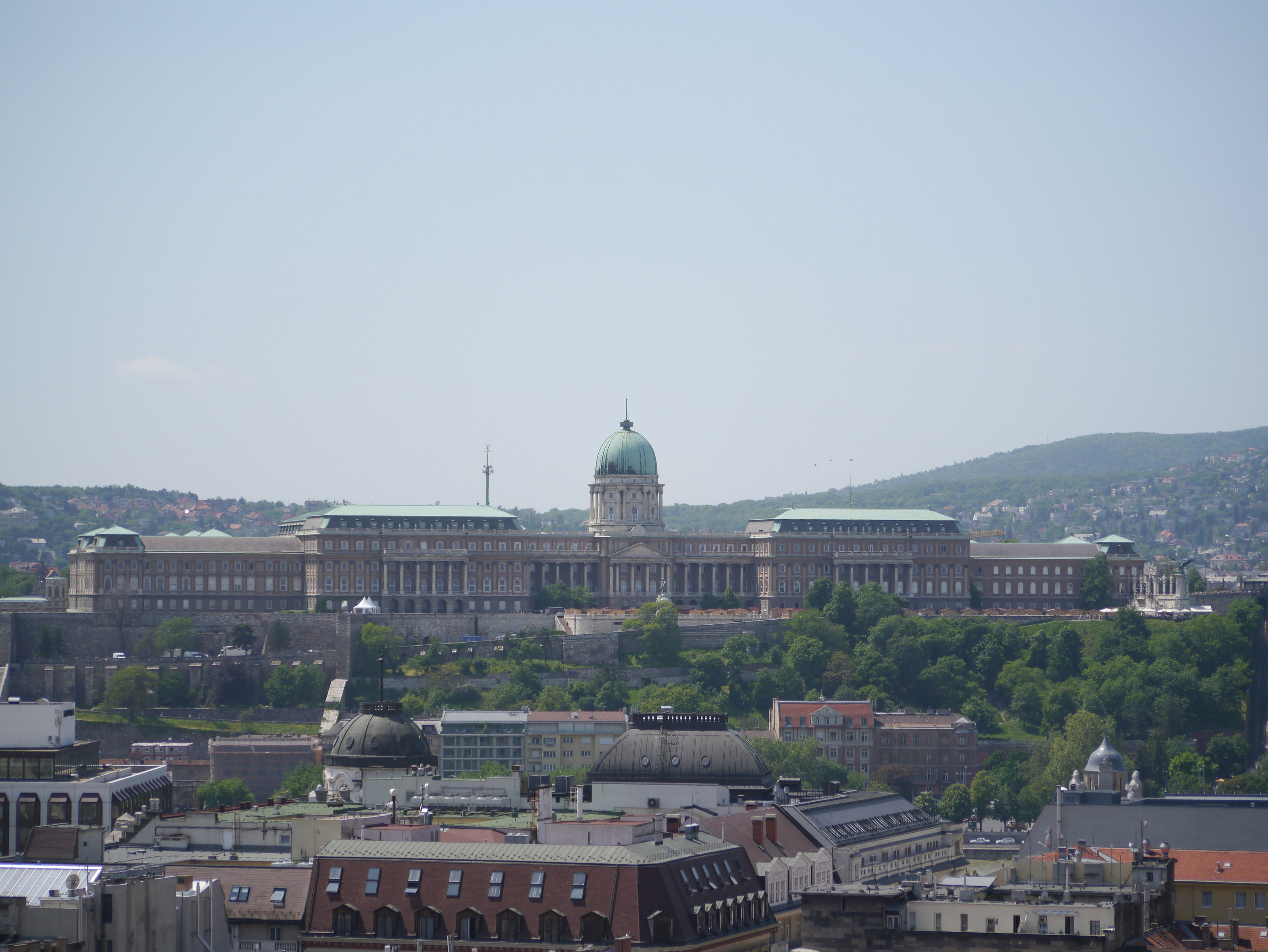
A Budavári Palota a Bazilikából

A palota nagyobb szabású, monumentális jellegű díszes épület vagy épületegyüttes.

## A szó eredete
A szó Róma egyik dombjának, a Palatinusnak a nevére utal.

## Története

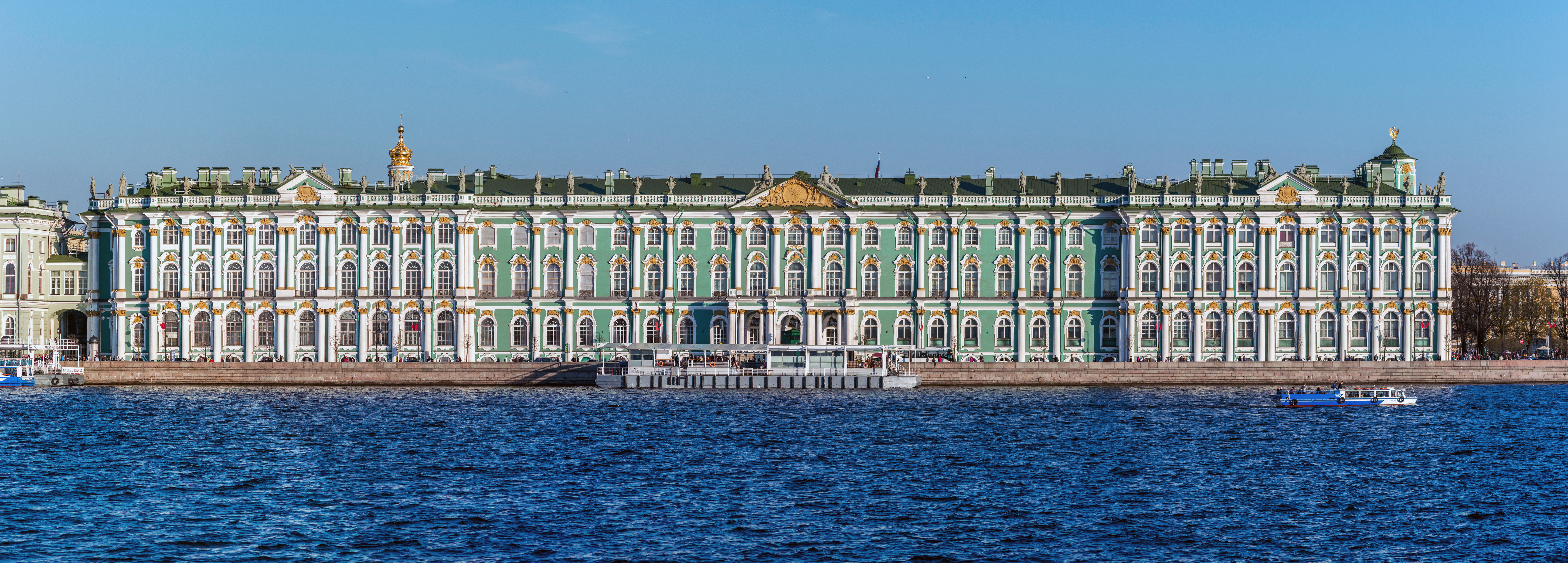
A Téli Palota

A középkorban a vár lakóépületeinek megjelölése. A király (vagy fejedelem) számára emelt épület volt a palota vagy várpalota. Később mind a királyi, mind a főurak részére emelt várak dísztermeit, ebédlőit nevezték így. Németországban az első Palastok királyi lakosztályokból vagy díszcsarnokokból alakultak ki. (Ennek példája Goslar, 1050 körül).
A reneszánsz korától kezdve a palota díszes városi lakóépület, amelyben többnyire főúri, nemesi család vagy egyházi méltóság lakik. A francia palota (palais) gyakran az épület előtti parkra néz. A főépületre merőleges épületszárnyak közötti terület a cour d’honneur. Ugyancsak palotának nevezzük a nagy kiterjedésű városházákat vagy egyéb középületeket is. Az itáliai palazzo eredetileg monumentális homlokzatú épület, oszlopos galériával övezett belső udvarral, ám ott e kifejezést használják az emeletes bérházakra is.[forrás?]